# Phaenomenella inflata
Phaenomenella inflata is een slakkensoort uit de familie van de Buccinidae. De wetenschappelijke naam van de soort is voor het eerst geldig gepubliceerd in 1971 door Shikama.